# Asturica Augusta
Asturica Augusta fue una ciudad romana correspondiente con la ciudad española de Astorga, en la provincia de León. Fundada hacia 14 a. C. como campamento de la Legio X Gemina, a principios del siglo I se desarrolló como núcleo civil y fue capital del convento Asturicense, dentro de la provincia Tarraconense.
Situada en un cerro que domina un amplio territorio, desde los montes de León hasta las vegas del Páramo, durante los siglos I y II adquirió una gran importancia debido al control de las explotaciones auríferas del noroeste peninsular, y fue un importante nudo de comunicaciones, que, a través de numerosas calzadas, enlazaban la ciudad con algunos de los núcleos más importantes de la Hispania romana.
Sus ruinas se encuentran ocultas bajo la ciudad actual y entre estas destacan la conocida como Ergástula romana, los dos conjuntos termales y el alcantarillado, así como la domus del Mosaico del Oso y los Pájaros.

## Geografía

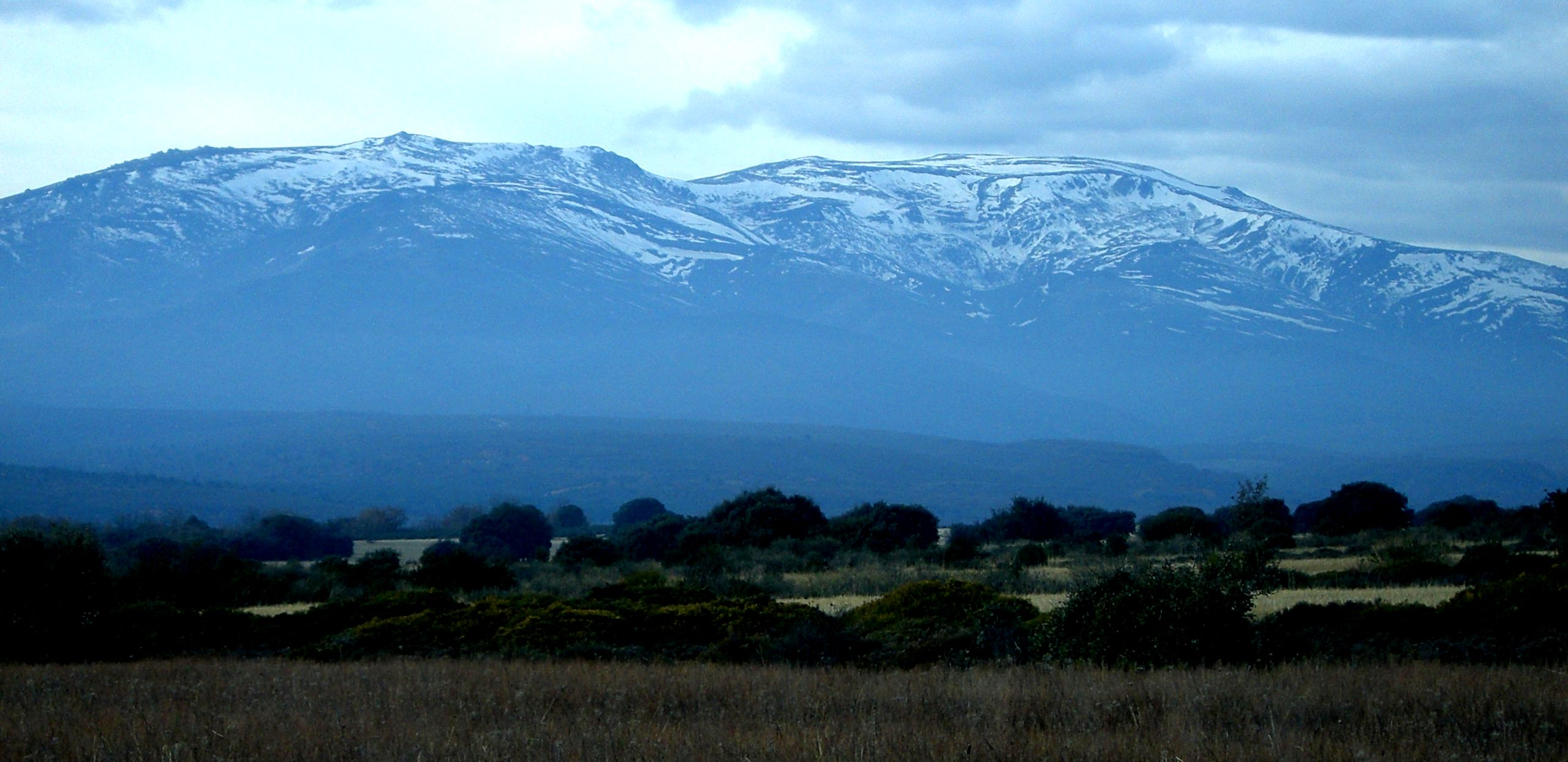
Vista del monte Teleno

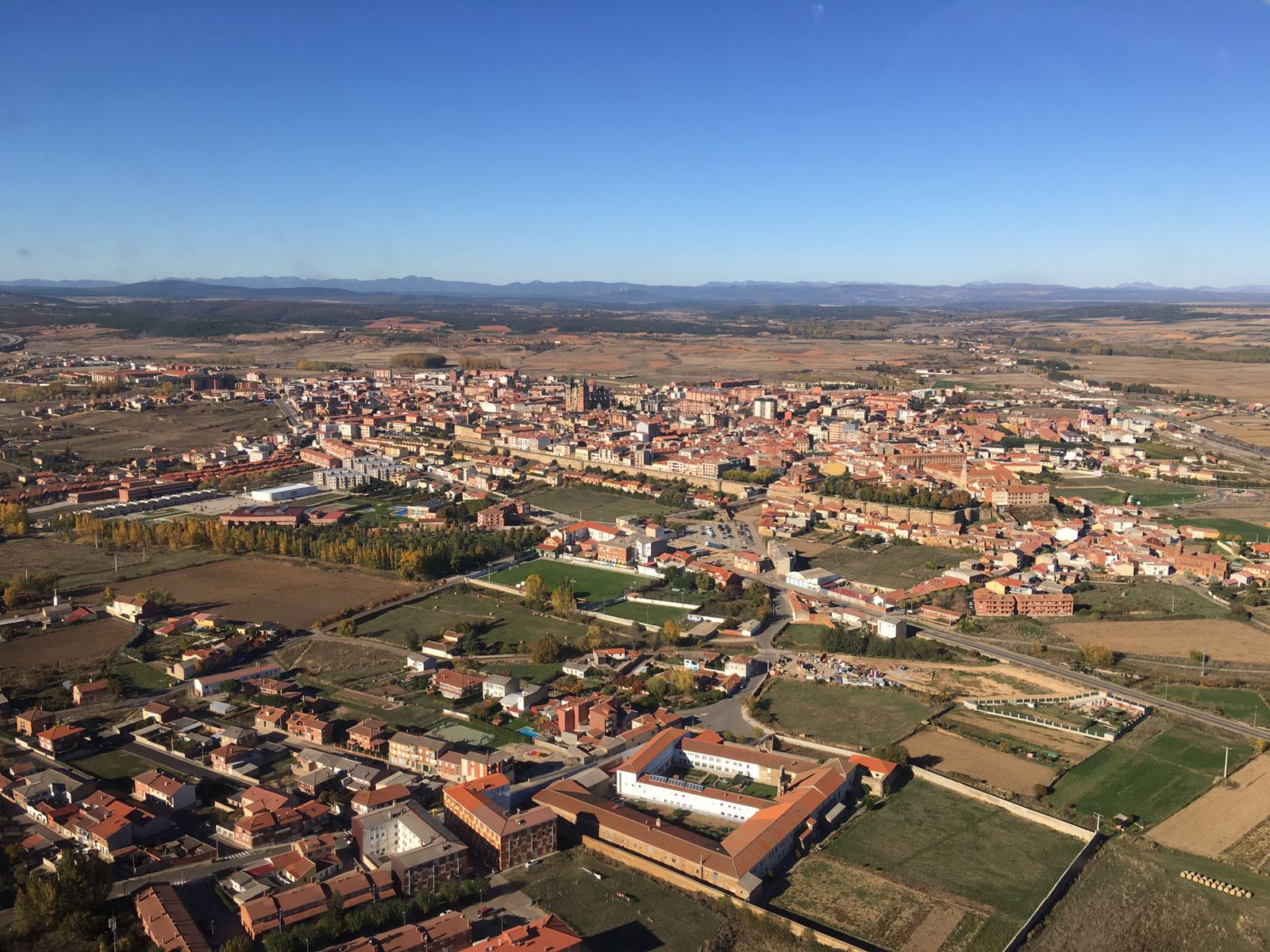
Vista aérea de Astorga

El actual término municipal de Astorga se encuentra en la zona noroccidental de la cuenca del Duero y su entorno presenta, en general, un relieve suave pero con dos zonas diferenciadas: por un lado una serie de sierras de orientación ESE-ONO, con materiales del Paleozoico Inferior, y por otro la llanura del río Tuerto, de materiales terciarios cubiertos posteriormente durante el Cuaternario. Entre ambas zonas, y en la confluencia de los ríos Jerga y Tuerto, se ubicó la ciudad propiamente dicha, sobre un promontorio, a 870 m s. n. m., cuyo perfil recuerda un espolón, haciéndose más suave en su extremo occidental.
Su emplazamiento se llevó a cabo en el límite noroccidental de la Meseta; al norte se sitúa la cordillera Cantábrica, que dividía a los propios astures en transmontanos y augustanos, al este las campiñas aluviales características de la cuenca del Duero y al oeste los montes de León, con la cumbre del Teleno, que fue objeto de culto religioso tanto por astures como por romanos.
Las vegas de los ríos permitieron un aprovechamiento agrícola, especialmente la del Tuerto, y la abundancia de piedra en los alrededores —principalmente cuarcita— proporcionó materiales para la construcción. Asimismo, la proximidad a los depósitos auríferos que se encuentran en la zona montañosa que la rodea es otro de los argumentos planteados para justificar su fundación; entre ellos los del valle del río Omaña, los valles de los ríos Duerna y Eria y el Bierzo, con la explotación de Las Médulas.

## Fuentes literarias y epigráficas

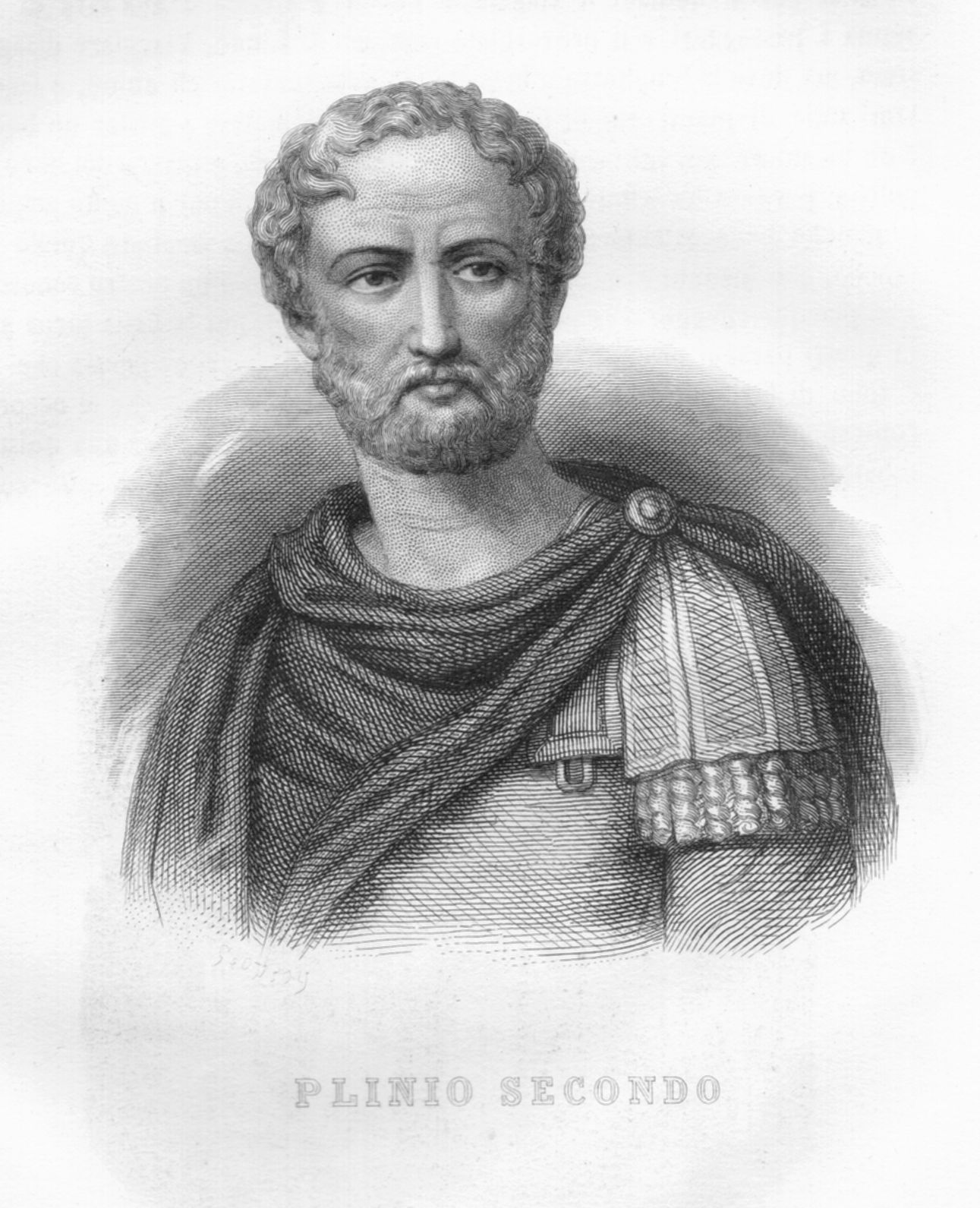
Plinio el Viejo en una ilustración de 1859

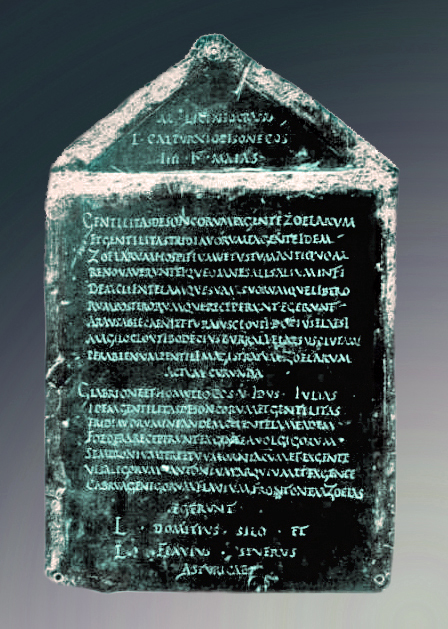
Tabla de Astorga o Pacto de los Zoelas, conservado en Staatliche Museen de Berlín

### La llegada de Roma

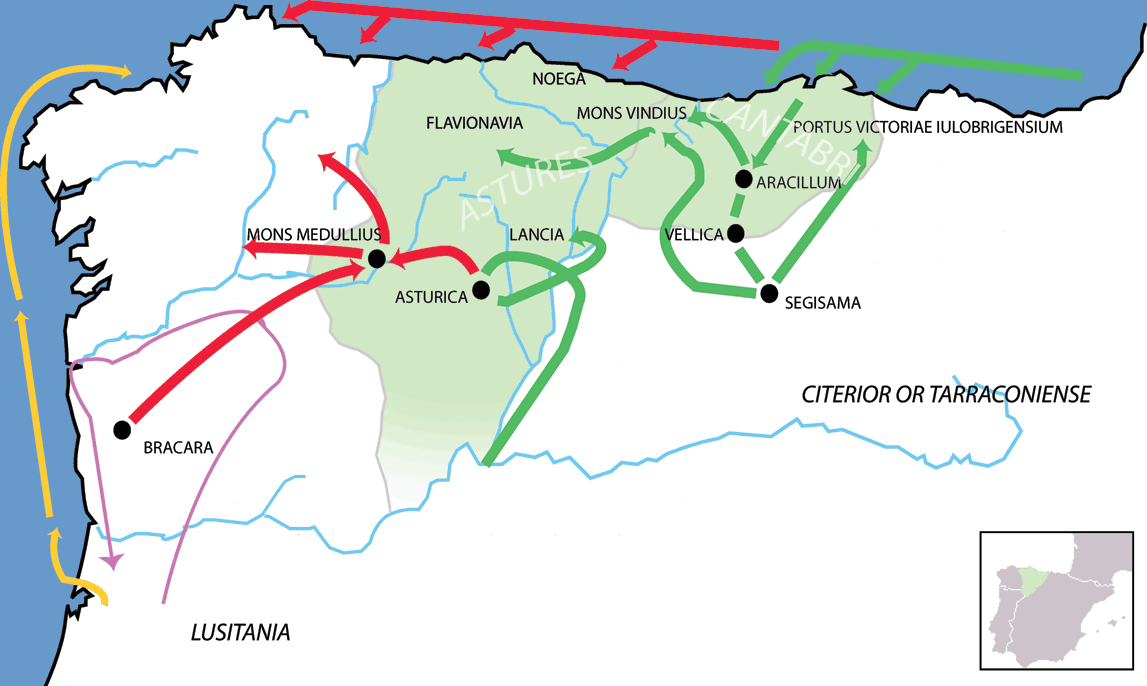
Operaciones militares romanas llevadas a cabo durante las guerras cántabras.
Campaña del año
Campaña del año
Campaña de Julio César del año
Campaña de Décimo Junio Bruto del año

### Alto imperio: nacimiento de la ciudad

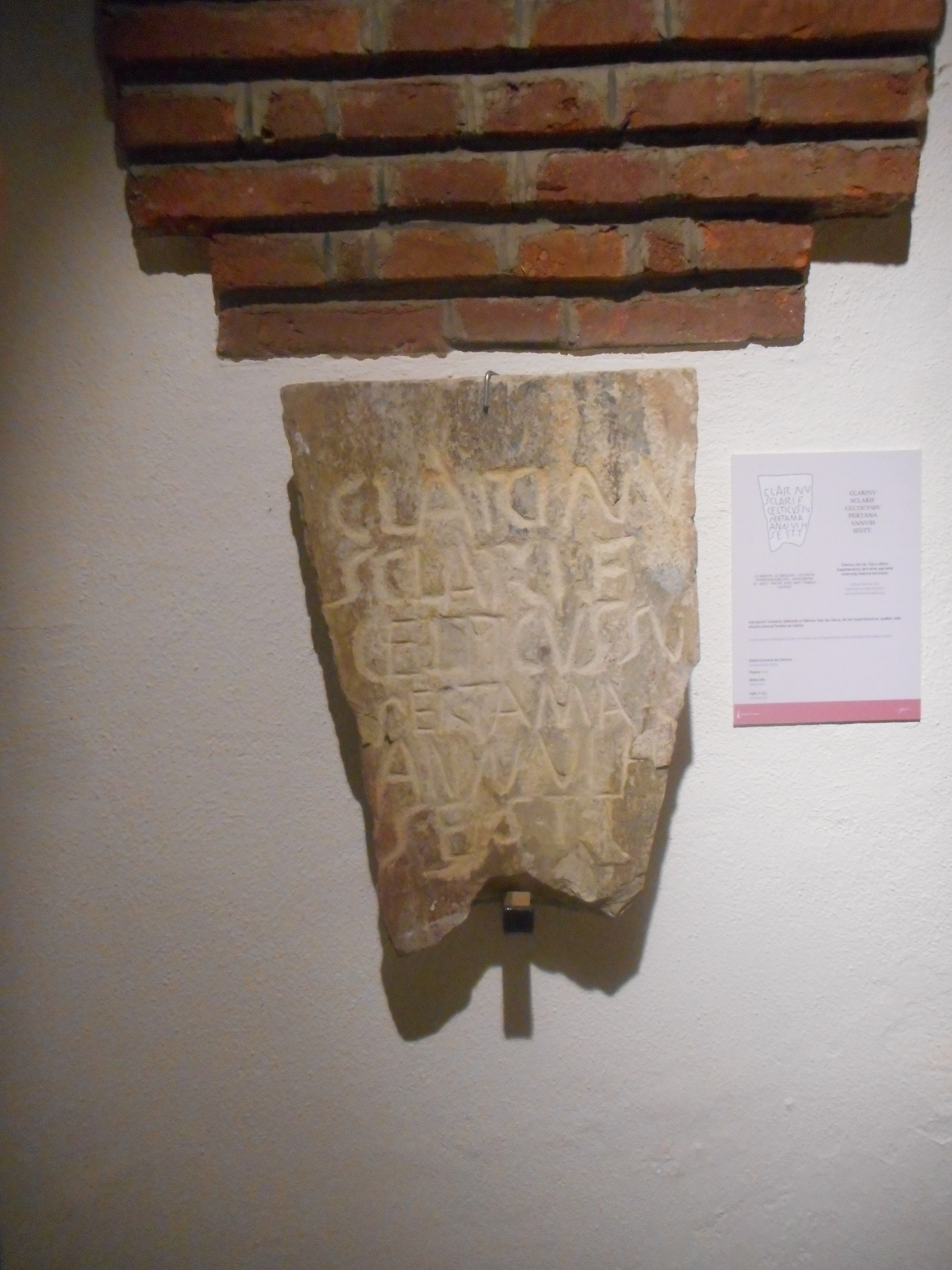
Inscripción funeraria del niño de seis años Clarino hijo de Claro, Céltico Supertamárico, (AE 1976, 286) emigrado con su familia a Asturica Augusta en algún momento del.

### Bajo imperio: el fin del dominio romano

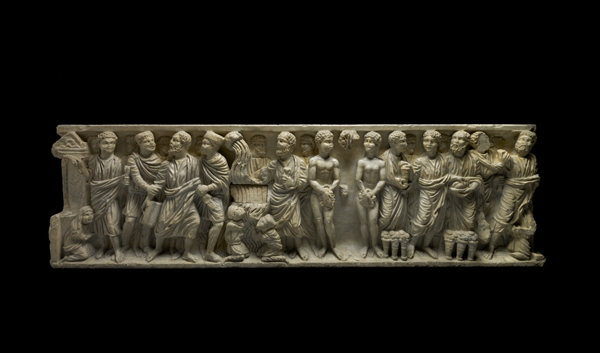
Sarcófago de Astorga

## Historia de la investigación arqueológica

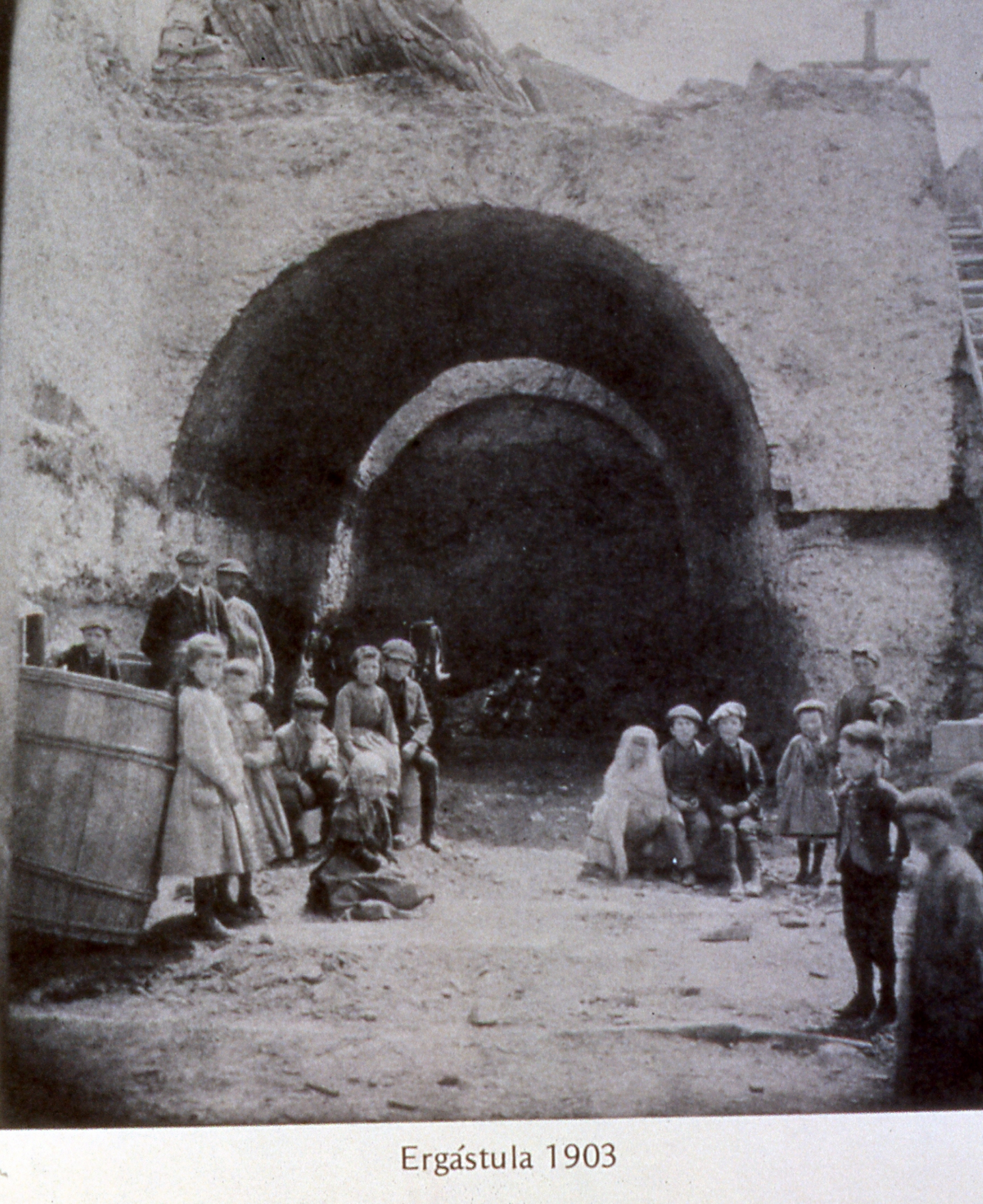
La ergástula en 1903

## Restos arqueológicos

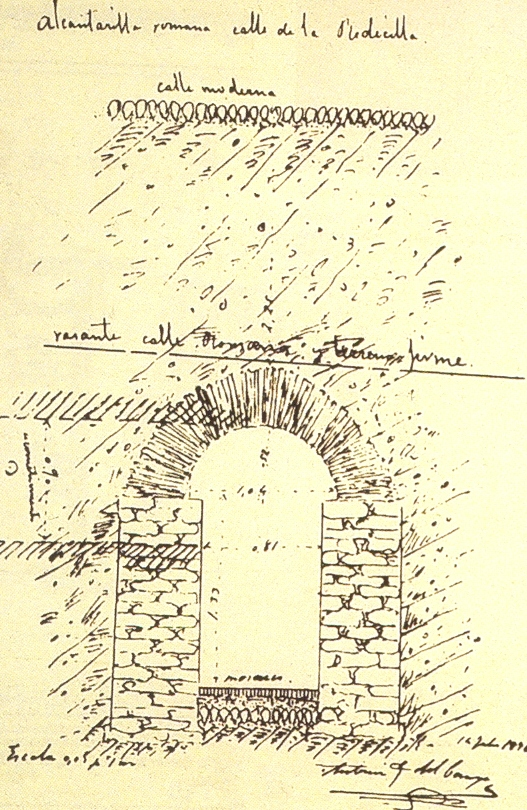
Sección realizada por A. G. del Campo en 1896

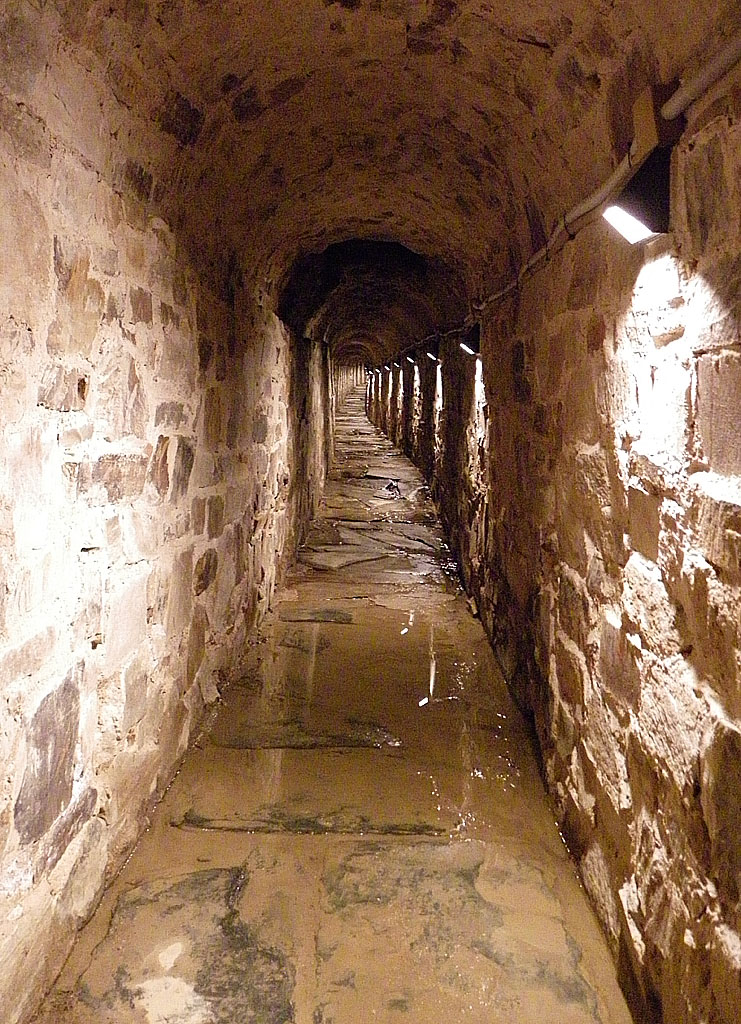
Una de las cloacas en su estado actual

### Complejos termales

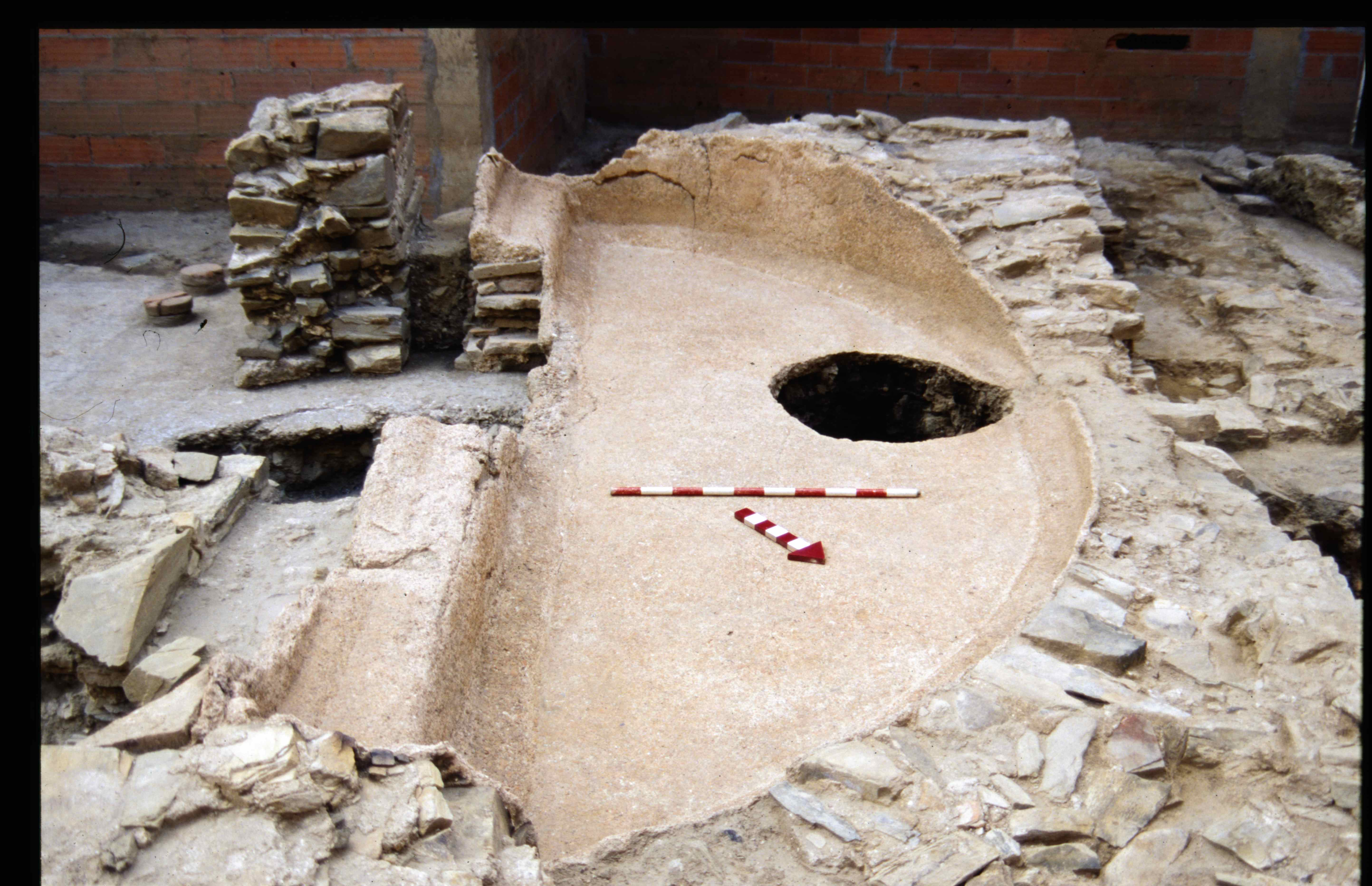
Bañera de las Termas Mayores

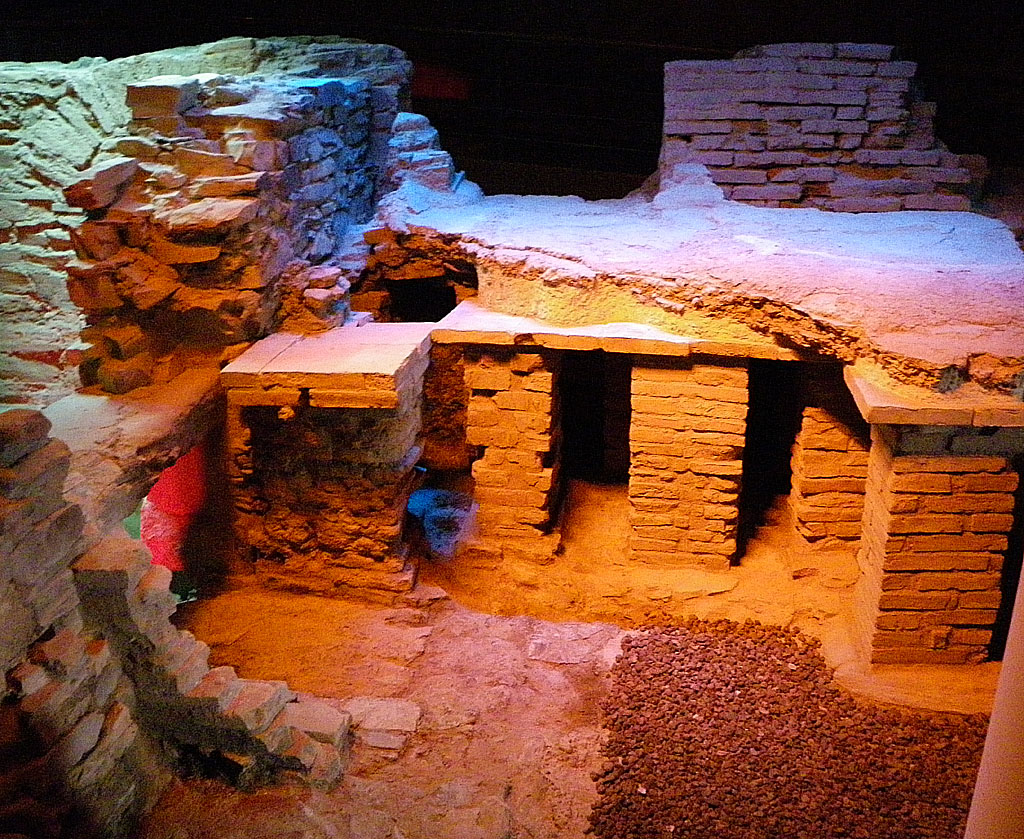
Restos de un hipocausto de las Termas Menores

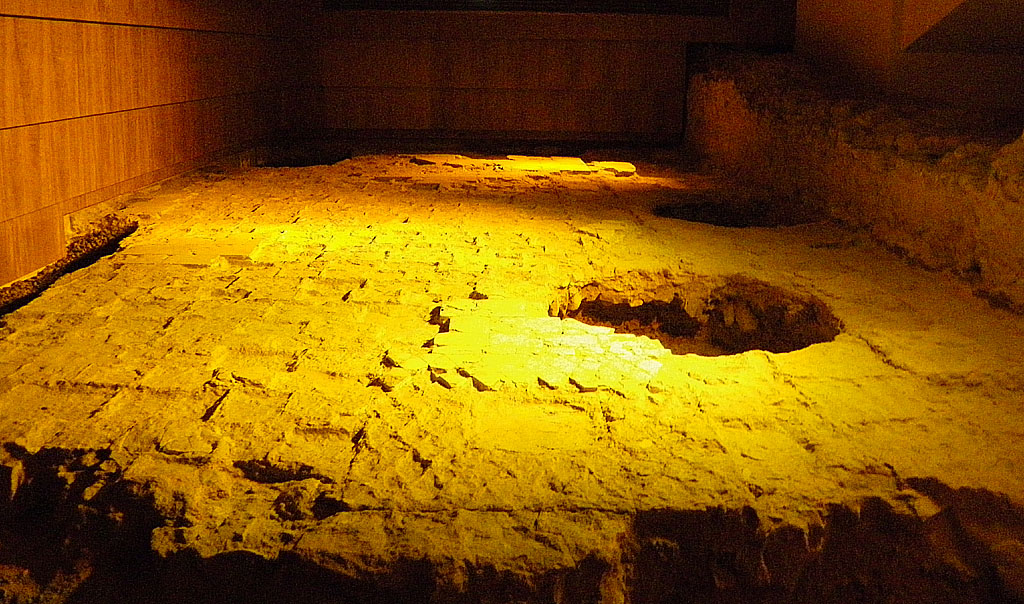
Restos del Aedes Augusti

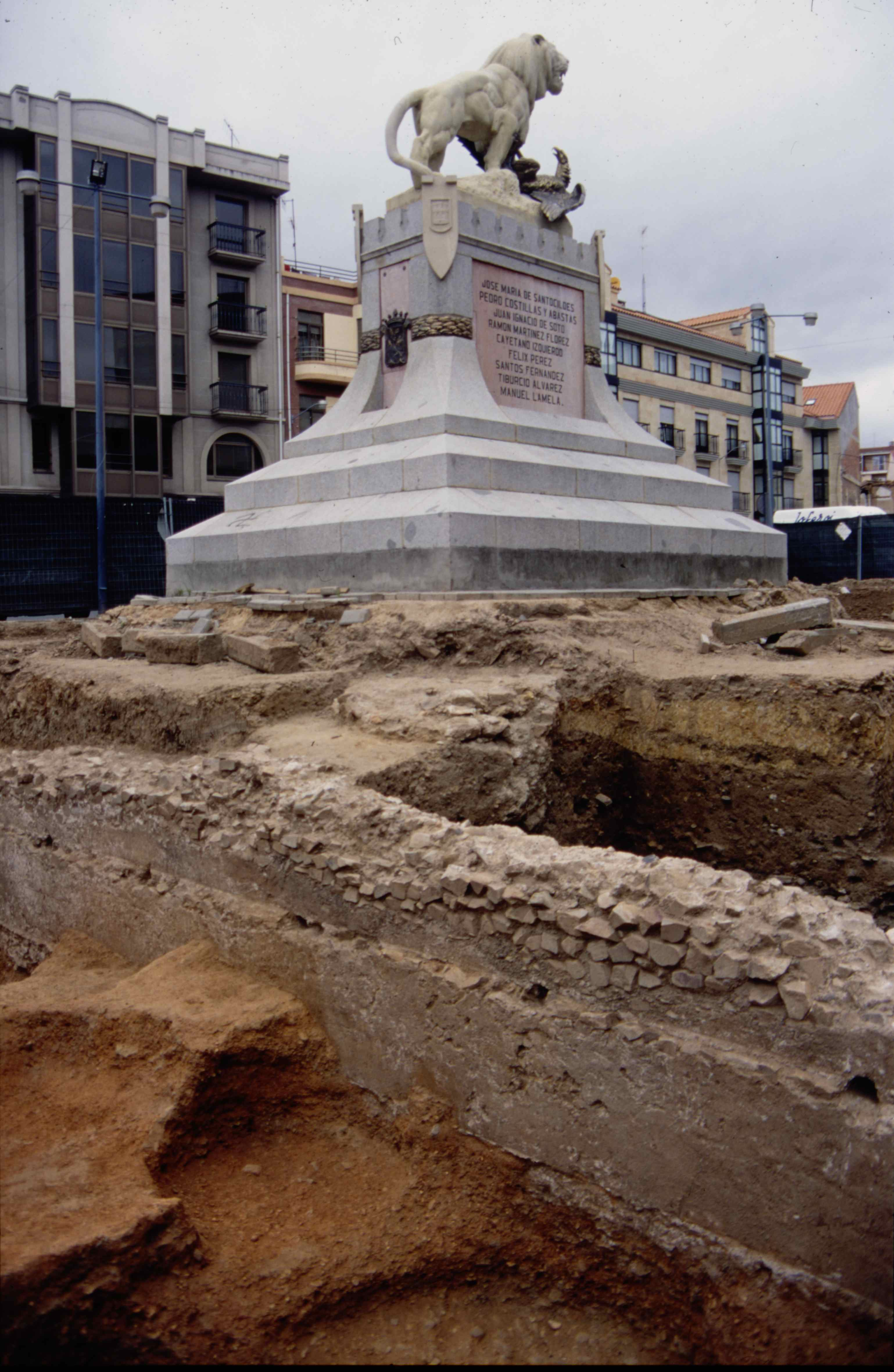
Muro de cierre del foro en su flanco norte

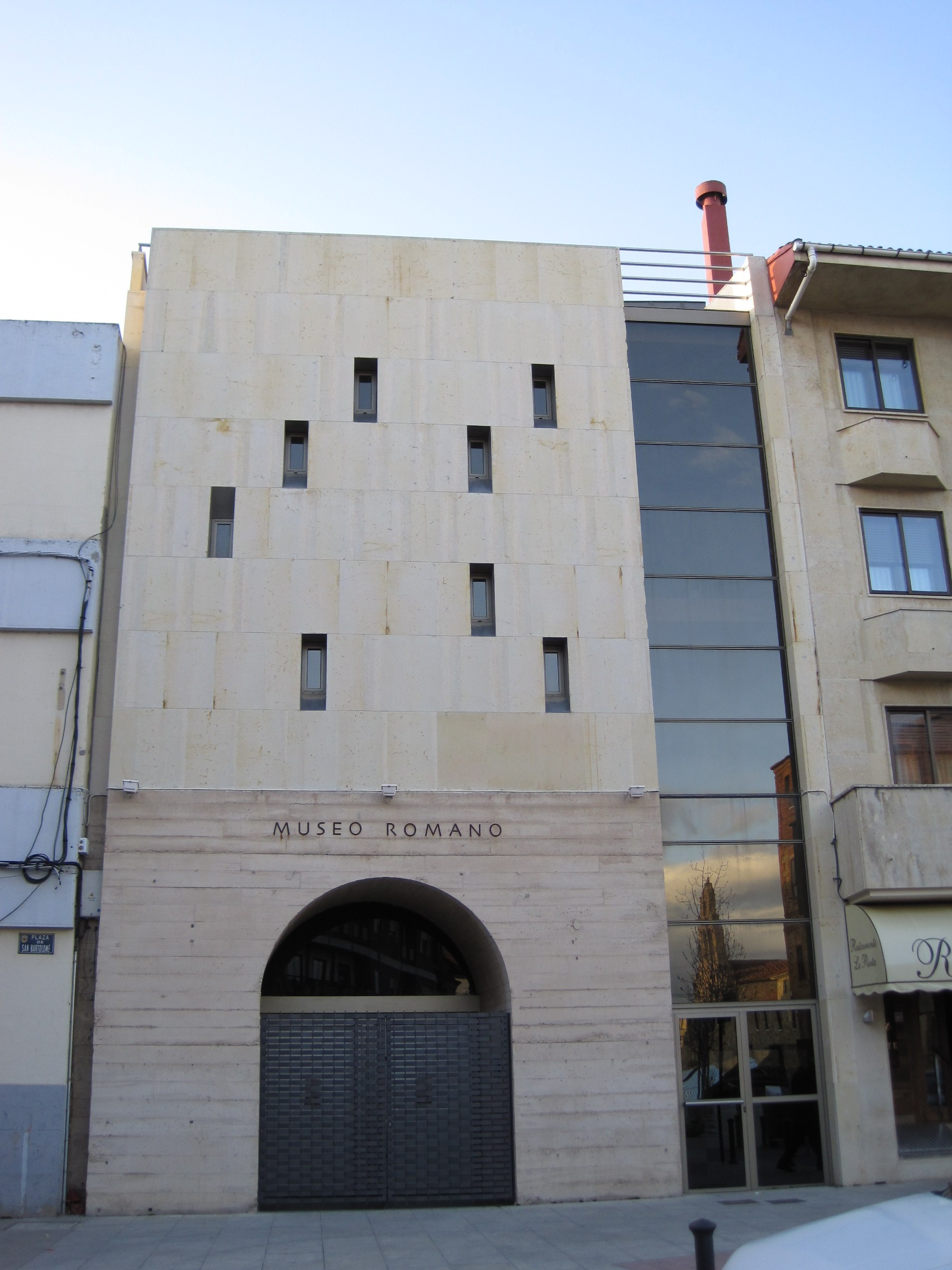
Fachada del Museo Romano, levantado sobre la ergástula